# Alosa alablanca
L'alosa alablanca (Alauda leucoptera) és una espècie d'ocell de la família dels alàudids (Alaudidae) que habita planures àrides al nord del Kazakhstan i zones limítrofes del sud de Rússia.

## Taxonomia
Era classificada al gènere Melanocorypha, però modernament ha estat traslladat a Alauda.